# ألان شابيرو
ألان شابيرو (بالإنجليزية: Alan Shapiro)‏ هو شاعر أمريكي، ولد في 18 فبراير 1952 في بوسطن في الولايات المتحدة.